# Abarth Punto Evo
Abarth Punto Evo – samochód osobowy typu hot hatch klasy subkompaktowej produkowany przez włoską markę Abarth w latach 2010–2013.

## Historia i opis modelu

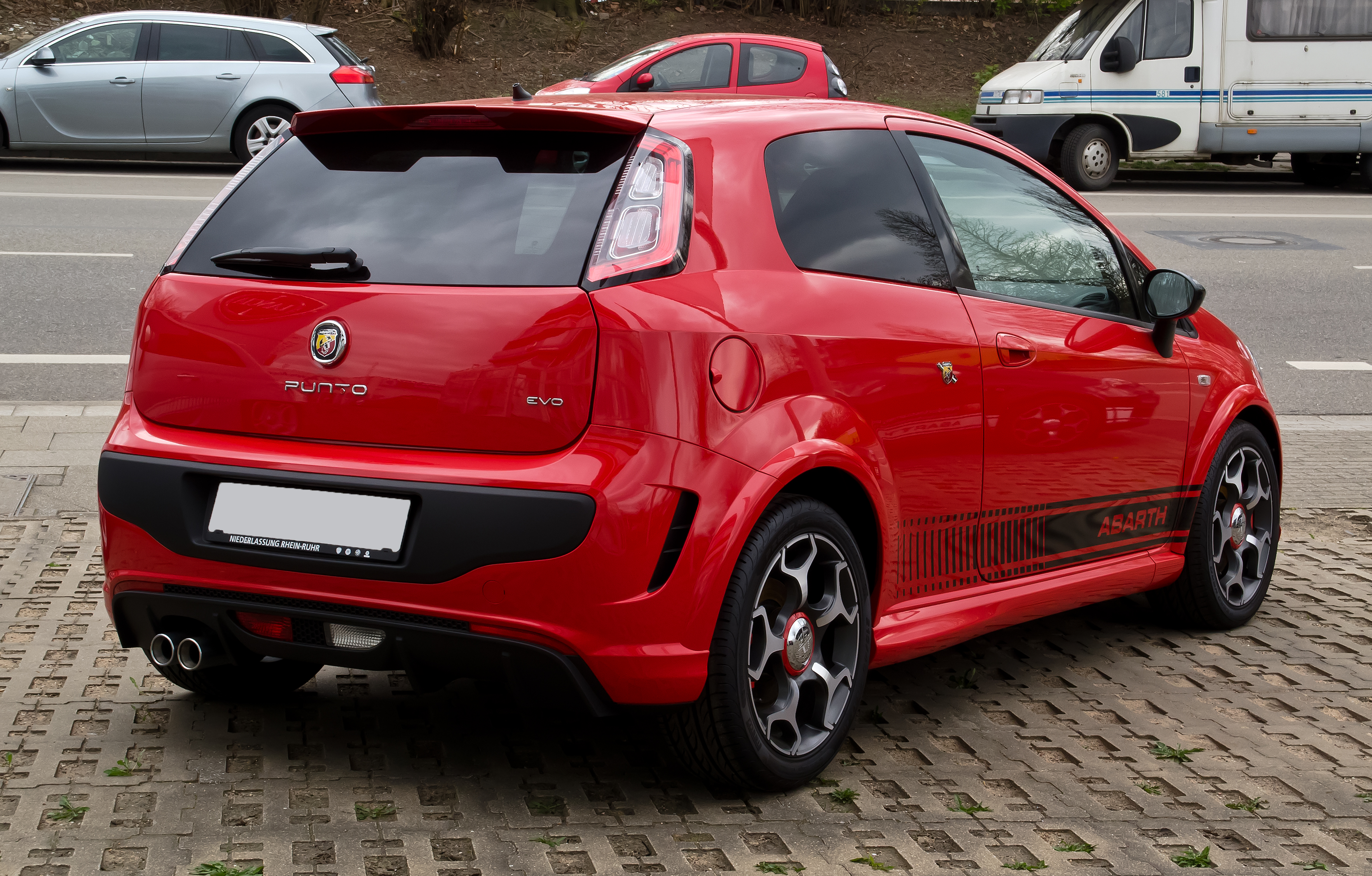
Abarth Punto Evo - tył

Samochód jest usportowioną wersją Fiata Punto Evo. Względem Fiata, nadkola zostały poszerzone, a w karoserii pojawiły się mnogie wloty powietrza. Usportowione Punto zostało wyposażone w 17-calowe felgi, w których pojawił się motyw szczypiec skorpiona. Sportowego charakteru nadaje Abarthowi również podwójna końcówka układu wydechowego. Samochód ma układ hamulcowy sygnowany przez Brembo. W aucie jest również system TTC, poprawiający przeniesienie momentu napędowego z silnika na koła.
Dostępna także była wzmocniona wersja esseesse, z silnikiem o mocy 180 KM.

### Silniki
1.4 16V MultiAir Turbo - 121 kW (165 KM), 250 Nm, 7,9s (0-100 km/h), 213 km/h (v.max)
1.4 16V MultiAir Turbo (esseesse) - 133 kW (180 KM), 270 Nm, 7.5s (0-100 km/h), 216 km/h (v.max)